# Eleccions legislatives de la Unió Soviètica de 1979
Les eleccions al Soviet Suprem es van dur a terme a la Unió Soviètica el 4 de març de 1979, amb l'objectiu de renovar els 750 representants del Soviet de la Unió i els 750 membres del Soviet de Nacionalitats, les dues assemblees que conformaven el Soviet Suprem de la Unió Soviètica, al final del seu mandat de cinc anys. Com que l'URSS era un estat de partit únic, els ciutadans estaven cridats a ratificar o no els candidats del partit que representaven la seva circumscripció.

## Sistema electoral
Les dues cambres del Soviet Suprem eren elegides per sufragi universal directe i per circumscripció uninominal. Els membres del Soviet de la Unió representaven cadascun un districte electoral (amb aproximadament el mateix nombre d’habitants). Per tant, el Soviet de la Unió representa els ciutadans de la Unió en el seu conjunt, sense diferències territorials. Per contra, el Soviet de Nacionalitats representava les repúbliques i regions membres d'aquesta Unió. Així, cadascuna de les repúbliques federades elegia trenta-dos representants, independentment de la seva població, cada república autònoma onze diputats, cada regió autònoma cinc diputats i cada districte autònom un.
El dret a vot s'obtenia als 18 anys i qualsevol ciutadà amb almenys 21 anys era elegible. Oficialment, votar no era obligatori, però abstenir-se es podia considerar una forma de dissidència. "El dret a presentar candidats pertany a les organitzacions socials, col·lectius obrers i assemblees de personal de les unitats militars", totes vinculades al Partit Comunista. Aquestes organitzacions presentaven, doncs, diversos candidats a les reunions públiques preelectorals, en les quals els ciutadans els podien fer preguntes i validar una sola candidatura per a la seva circumscripció. La funció oficial d'aquest procediment era "assegurar un suport popular massiu" als candidats seleccionats i aplicar el principi de democràcia popular. El dia de les eleccions, els ciutadans votaven a favor o en contra del candidat amb més èxit a la seva circumscripció (un únic candidat) i era elegit si obtenia més de 50% de vots favorables.
Els candidats eren seleccionats pel PCUS, pel Komsomol (organització juvenil del partit) i per altres organitzacions públiques com sindicats i cooperatives que, de facto, estan sota el control del partit. El 71,7% dels candidats van ser membres del partit. D'acord amb els principis de la "democràcia soviètica", la majoria dels candidats (51,3%) provenien de files obreres (35% ó 522 escons) i agricultores (16% ó 244 escons). La comissió electoral també garantia una representació proporcionada de persones d'altres sectors professionals: 249 (17%) per treballadors dels òrgans del Partit, 209 (14%) per treballadors d'organismes d'estat i dels Soviets, 136 (9%) per intel·lectuals, 66 (4.5%) per directors d'empreses, 55 (3.7%) per militars i 19 (1.3%) per sindicalistes i membres del Komsomol.També havia d’incloure una proporció suficient de dones (la més alta de totes les eleccions va ser l'any 1984 amb un 32,8%), joves (el 22% dels sol·licitants eren menors de 30 anys) i membres de grups ètnics minoritaris de cada república socialista que conformava la Unió.
Els ciutadans, el dia de les eleccions, aprovaven o rebutjaven el candidat escollit per a la seva circumscripció: se’ls proporcionava una papereta amb el nom del candidat, una cabina de votació i calia ratllar el nom del candidat si s'hi volia votar en contra i col·locar la papereta directament a l’urna si s'hi votava a favor. Per tant, a la pràctica l'elecció no era una votació secreta. Malgrat la proposta de juristes experts constitucionals, no es va adoptar la idea de forçar tots els votants a passar per la cabina de votació, per tal de garantir el secret de la votació. Tanmateix, els votants podien escriure comentaris a papereta, que serien "considerats acuradament després de les eleccions, classificats i enviats a les autoritats competents". Constituïen, doncs, un mitjà d’expressió per als ciutadans que no poden triar el seu candidat. Aquestes observacions no invalidaven la votació, però, s'havia de passar prèviament per la cabina secreta, cosa que podia dissuadir.

## Campanya electoral
El Partit Comunista, l’únic partit autoritzat, va publicar un manifest electoral un mes abans de les eleccions. Va elogiar el desenvolupament econòmic del país gràcies al socialisme i va remarcar l'augment d'un 20% dels "ingressos reals per capita" des de les eleccions anteriors de 1974. A nivell internacional, el partit va subratllar la progressió del socialisme a tot el món, sobretot a Vietnam (unificat el 1976 al final de la guerra del Vietnam) i a Laos (on Pathet Lao va prendre el poder el 1975). Léonid Brejnev (primer secretari del partit) i Andreï Gromyko (ministre d'Afers Exteriors) van pronunciar discursos públics en aquest sentit al llarg de la campanya electoral.

## Resultats
Tots els candidats van ser elegits. La taxa de participació publicada va ser del 99,9%. Un total de 487 dones van accedir al càrrec de diputades, és a dir, un 32,5%. Leonid Brejnev torna a ser nomenat president del Presídium del Soviet Suprem, és a dir, cap d'estat. Alexis Kossyguine es van mantenir com a president del Consell de Ministres.
| Partit                            | Soviet de la Unió | Soviet de la Unió | Soviet de la Unió | Soviet de Nacionalitats | Soviet de Nacionalitats | Soviet de Nacionalitats |
| Partit                            | Vots              | %                 | escons            | Vots                    | %                       | escons                  |
| --------------------------------- | ----------------- | ----------------- | ----------------- | ----------------------- | ----------------------- | ----------------------- |
| Partit Comunista de la URSS       | 174.734.459       | 99,9              | 549               | 174.770.398             | 99,9                    | 526                     |
| Independents                      | 174.734.459       | 99,9              | 201               | 174.770.398             | 99,9                    | 224                     |
| Vots contraris                    | 185.730           | 0,1               | –                 | 149.783                 | 0,1                     | –                       |
| Vot nul / en blanc                | 32                | –                 | –                 | 40                      | –                       | –                       |
| Total                             | 174.920.221       | 100               | 750               | 174.920.221             | 100                     | 750                     |
| Votants registrats / participació | 174.944.173       | 100               | –                 | 174.944.173             | 100                     | –                       |
| Font: Nohlen & Stöver             |                   |                   |                   |                         |                         |                         |

Resultats al Soviet de la Unió:
| República           | Vots favorables | %      | Vots contraris | %     | Escons al Soviet de la Unió |
| ------------------- | --------------- | ------ | -------------- | ----- | --------------------------- |
| RSFS de Rússia      | 96.666.821      | 99,85% | 148.901        | 0,15% | 405                         |
| RSS d'Ucraïna       | 35.447.562      | 99,97% | 10.086         | 0,03% | 144                         |
| RSS del Kazakhstan  | 8.472.239       | 99,89% | 9.299          | 0,11% | 41                          |
| RSS d'Uzbekistan    | 7.195.112       | 99,97% | 2.155          | 0,03% | 39                          |
| RSS de Bielorúsia   | 6.631.321       | 99,96% | 2.484          | 0,04% | 28                          |
| RSS d'Azerbaidjan   | 3.032.954       | 99,99% | 154            | 0,01% | 15                          |
| RSS de Geòrgia      | 3.148.797       | 99,99% | 235            | 0,01% | 14                          |
| RSS de Moldàvia     | 2.544.851       | 99,94% | 1.453          | 0,06% | 11                          |
| RSS de Lituània     | 2.263.933       | 99,97% | 743            | 0,03% | 9                           |
| RSS de Kirguiztan   | 1.793.826       | 99,90% | 1.819          | 0,10% | 9                           |
| RSS de Tadjikistan  | 1.763.032       | 99,97% | 588            | 0,03% | 9                           |
| RSS d'Armènia       | 1.619.393       | 99,99% | 148            | 0,01% | 8                           |
| RSS de Letònia      | 1.807.230       | 99,89% | 2.051          | 0,11% | 7                           |
| RSS de Turkmenistan | 1.309.469       | 99,95% | 670            | 0,05% | 7                           |
| RSS d'Estònia       | 1.041.919       | 99,96% | 4.636          | 0,04% | 4                           |
| total URSS          | 174.734.459     | 99,89% | 185.422        | 0,11% | 750                         |

Resultats al Soviet de les Nacionalitats:
| Tipus d'unitat administrativa | Vots favorables | %      | Vots contraris | %     | Escons al Soviet de Nacionalitats |
| ----------------------------- | --------------- | ------ | -------------- | ----- | --------------------------------- |
| Repúbliques federals          | 174.770.398     | 99,91% | 149.581        | 0,09% | 480                               |
| Repúbliques autònomes         | 13.482.659      | 99,83% | 23.388         | 0,17% | 220                               |
| Regions autònomes             | 1.286.385       | 99,89% | 1.458          | 0,11% | 40                                |
| Districtes autònoms           | 880.034         | 99,87% | 1.173          | 0,13% | 10                                |